# Moramanga
Moramanga es una ciudad de Madagascar, ubicada al noreste del país, en la región de Alaotra-Mangoro (parte de la antigua provincia de Toamasina). Es además la capital del distrito de Moramanga. Además es sede episcopal de la diócesis de Moramanga.

## Geografía
Moramanga está situada en una meseta entre las tierras altas centrales y la costa este de la isla de Madagascar. 
Cerca de la ciudad se encuentran las siguientes áreas protegidas: la Reserva Analamazoatra y el parque nacional de Andasibe-Mantadia.

## Historia
La ciudad de Moramanga ocupa un espacio importante en la historia de la nación malgache, puesto que fue allí donde inició la conocida "Rebelión malgache" la noche del 29 de marzo de 1947, una insurrección anticolonial que contó con más de ocho mil muertos en un año de enfrentamientos.

## Transporte

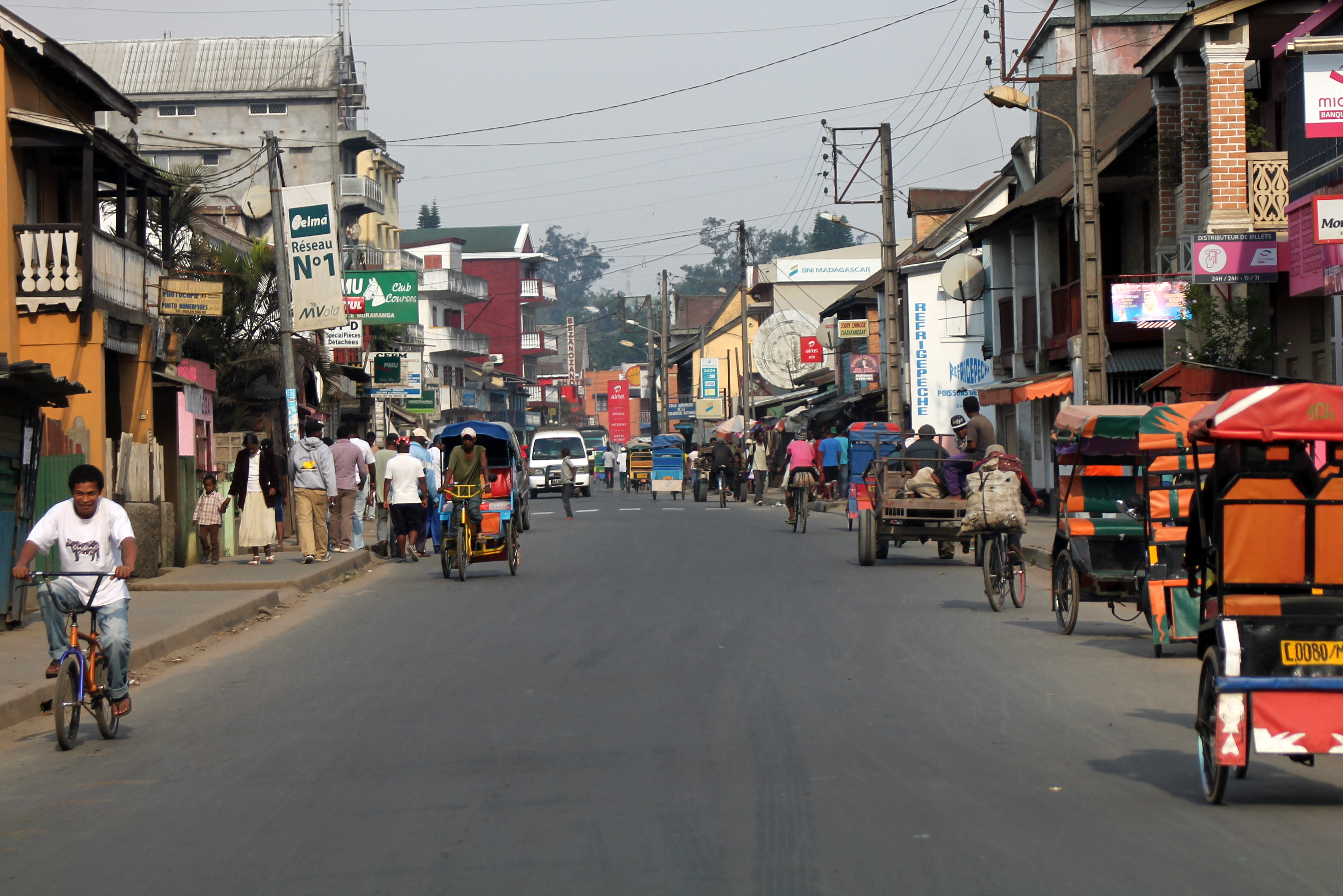
Una calle de Moramanga.

La ruta nacional 2 conecta a Moramanga con la capital del país, Antananarivo y con la ciudad de Toamasina.
La ciudad cuenta con una importante red ferroviaria, siendo la terminal sur de la ferrovía Moramanga - Lago Alaotra, y una estación intermedia de la ferrovía Tananarive-Côte Est.

## Demografía
Moramanga tenía unos 36.867 habitantes en 2006 y según estimaciones del 2010 la población podría haber alcanzado los 42.300 habitantes. Moramanga está clasificada entre las ciudades de baja concentración humana, con una densidad media de 18,90 habitantes por hectárea. 
La población de la ciudad de Moramanga es predominantemente joven: un 38,2% son niños menores de diez años y un 62,6% menos de dieciocho años. El Plan Maestro Director muestra que la proporción de personas en edad de trabajar es sólo del 31,45%.